# Sant Salvador de la Roca de Montdony
Sant Salvador de la Roca de Montdony fou l'església del castell vallespirenc de Montdony, del terme comunal dels Banys d'Arles i Palaldà, a la Catalunya del Nord.
Estava situada dalt d'un turó situat a prop i al sud del poble de Montalbà, a 90 metres d'altitud per damunt del poble, on hi ha el castell.
Esmentada el 1255 i el 1267, aquesta església rebé nombrosos llegats testamentaris sobretot al llarg del segle xiii. Posteriorment, igual que el castell al qual pertanyia, desapareix de la documentació.